# Thomas Braden
Pour les articles homonymes, voir Braden.
Thomas Wardell Braden, né le 22 février 1917 à Greene dans l'Iowa et mort le 3 avril 2009 à Denver dans le Colorado, était un journaliste américain et un ancien responsable de la CIA.

## Biographie
Après des études à Lincoln et à Dartmouth College, il s'engage dans l'armée britannique en 1940 et sert en Afrique du Nord et en Italie. Recruté par le SOE, il travaille avec Allen Dulles au sein de l'OSS en 1944. De 1946 à 1947, il enseigne l'anglais à Dartmouth. En 1946, Il écrit avec le chroniqueur Stewart Alsop Sub Rosa: The OSS and American Espionage. Devenu journaliste, il s'installe à Washington et devient membre d'un groupe de journalistes, d'hommes politiques et de fonctionnaires du gouvernement connu sous le nom de « Georgetown Set ».
Braden intègre la CIA et, en 1950 prend la tête de l'International Organizations Division (IOD). Ses efforts visent la promotion de groupes anticommunistes comme l'AFL-CIO. De 1951 à 1954, la CIA fournit un million de dollars par an, grâce à Braden, à Irving Brown, un agent de la CIA chargé des relations internationales de l'AFL-CIO, et Jay Lovestone (en) (1 600 000 de dollars en 1954)
Alors qu'il est à la tête de l'IOD, Braden joue un rôle important dans l'Opération Mockingbird. Bien des années plus tard, il a révélé son rôle dans ces événements : « Si le directeur de la CIA voulait offrir un présent, disons, à quelqu'un en Europe - un chef travailliste - supposons qu'il y a juste pensé. Cet homme peut utiliser 50 000 dollars, il travaille bien et fait un bon emploi - il pourrait le lui donner et ne jamais en rendre compte à personne... Il n'y avait simplement pas de limite à l'argent qu'il pouvait dépenser, pas de limite aux gens qu'il pouvait embaucher et pas de limite aux activités qu'il pouvait juger nécessaires à la conduite de la guerre - la guerre secrète... C'était une multinationale. Peut-être était-ce un des premiers. Les journalistes étaient une cible, les syndicats une cible particulière - qui était l'une des activités dans lesquelles les communistes dépensaient le plus d'argent. »
Braden quitte la CIA en novembre 1954 et devient rédacteur en chef et propriétaire d'un journal d'Oceanside (Californie), The Blade-Tribune. Il devient un chroniqueur populaire et travaille comme commentateur politique à la radio et à la télévision. Il est également, un temps, candidat au poste de gouverneur de Californie. Après un article de Ramparts expliquant le rôle joué par la CIA dans des groupes comme la National Student Association, Braden répond par « I'm glad the CIA is 'immoral' » dans The Saturday Evening Post. Son travail lui vaut d'être inscrit sur la liste principale des opposants politiques à Nixon.
En 1968, Braden devient chroniqueur au Los Angeles Times Syndicate. En 1975, il publie une autobiographie, Eight is Enough, dont le titre est inspiré d'une série télévisée. Le livre est focalisé sur sa vie de père de huit enfants et ses relations politiques comme chroniqueur et ancien membre de la CIA, ainsi que comme époux d'une cadre en relations publiques, rédactrice de magazine, intervieweuse à la télévision et assistante de John Fitzgerald Kennedy, Joan Vermillion Braden.
De 1978 à 1984, il coanime le Buchanan-Braden Program, une émission radio de trois heures avec Pat Buchanan. Lui et Buchanan ont également animé un programme de CNN, Crossfire à son commencement en 1982. Bien que, dans ces programmes, Braden ait été présenté comme une représentant de la gauche, plusieurs critiques se sont interrogés sur ce qualificatif. Le critique média Jeff Cohen, dans une chronique sur Truthout.org intitulée : « I'm Not a Leftist, But I Play One on TV », explique : « Durant les années Braden-Buchanan, le gourou du LSD Timothy Leary dit à un reporter que regarder Crossfire était comme regarder « l'aile gauche de la CIA débattant avec l'aile droite de la CIA ». C'est peut-être l'observation la plus sobre de Leary. »
Braden quitte Crossfire en 1989.

## Source partielle
- (en) Cet article est partiellement ou en totalité issu de l’article de Wikipédia en anglais intitulé « Thomas Braden » (voir la liste des auteurs).
- Sam G. Riley, Biographical Dictionary of American Newspaper Columnists, Greenwood Publishing Group, 1995, 411 pages, p. 36  (ISBN 0313291926).